# Garcinarro
Garcinarro è una località della Spagna, sede comunale del municipio di El Valle de Altomira.